# 芬利
芬利（Finlay）（1958年1月31日—） ，本名大衛·艾德華·芬利（David Edward Finlay, Jr.），是美國職業摔角手，目前效力於世界摔角娛樂(WWE)下的ECW陣營，他同時也出任WWE的資深指導員，負責教導新進的摔角手。

## 外部連結
- WWE官網資料 （页面存档备份，存于）
- Finlay at WrestlingRevealed.com
- Gerweck profile
- Accelerator3359.com profile （页面存档备份，存于）
- Bodyslamming.com profile （页面存档备份，存于）
- Wrestling-Titles.com （页面存档备份，存于）